# Birte Thimm
Birte Charlotta Thimm (Leverkusen, 6 marzo 1987) è una cestista tedesca.

## Carriera
Con la Germania ha disputato i Campionati europei del 2011.